# Cucumber Castle
Cucumber Castle è il settimo album dei Bee Gees, uscito nel 1970.

## Tracce
1. If I Only Had My Mind on Something Else – 2:33
2. I.O.I.O. – 2:57
3. Then You Left Me – 3:11
4. The Lord – 2:19
5. I Was the Child – 3:14
6. I Lay Down and Die – 3:35
7. Sweetheart – 3:09
8. Bury Me Down by the River – 3:25
9. My Thing – 2:19
10. The Chance of Love – 2:28
11. Turning Tide – 3:09
12. Don't Forget to Remember – 3:28